# 債務人
債務人是與債權人相對應的法律術語。如果甲方（可以是自然人、企業法人或政府等）有權要求乙方主張特定的服務或財產，則稱甲方為債權人，稱乙方為債務人。
一般情況下，債權人會基於債務人將向其償付等價值的服務或財產的假定下而向乙方提供一定價值的財產或服務，而該假定一般是由合同支援的。比如甲方向乙方支付了貨款購買乙方的產品，在乙方收到資金但尚未將產品交付甲方時，甲方為乙方的債權人，乙方為甲方的債務人。

## 另見
- 債